# János Szász

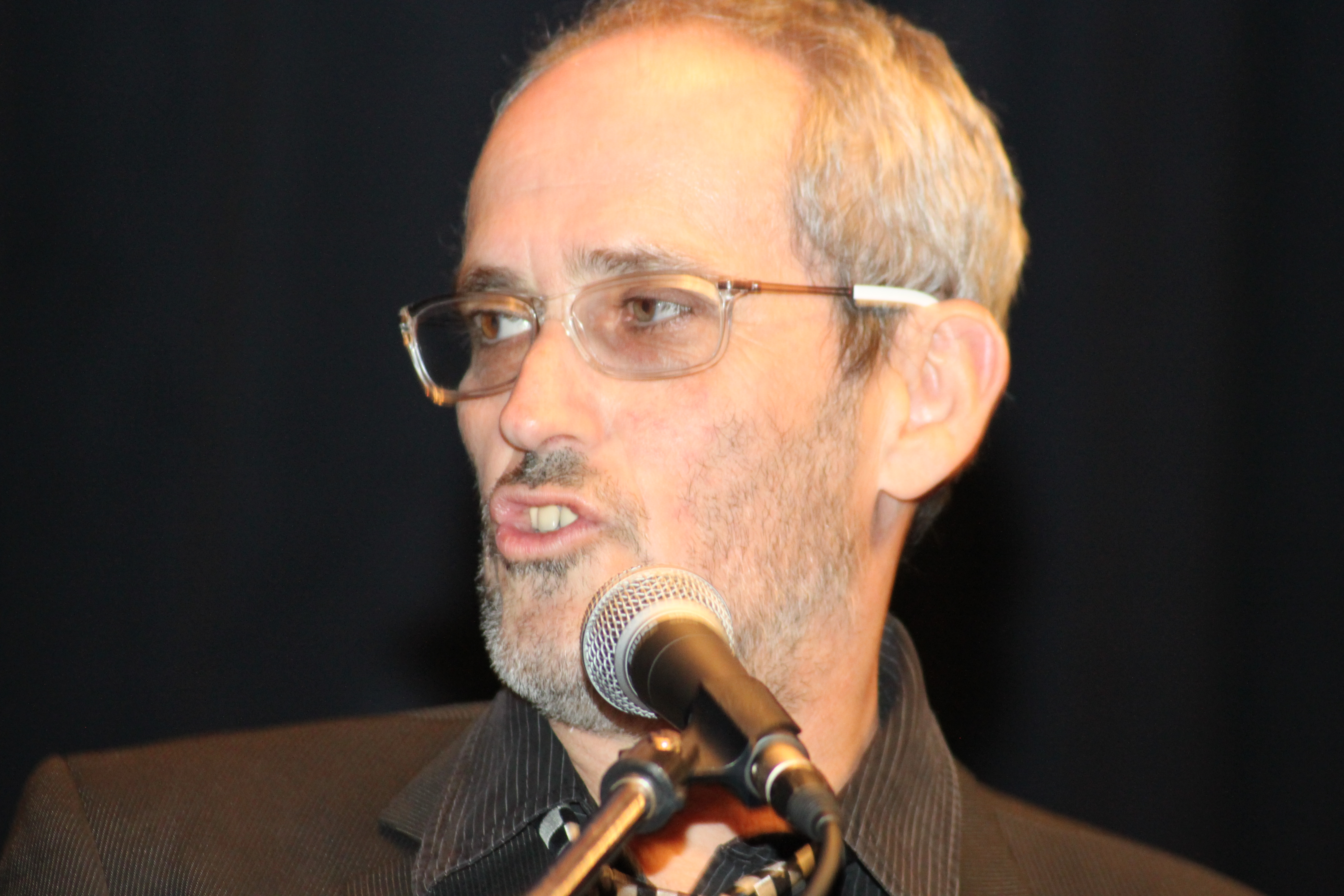
János Szász

János Szász, född 14 mars 1958 i Budapest, är en ungersk film- och teaterregissör. Han fick en European Film Award för årets unga europeiska film för Woyzeck från 1994, en filmatisering av Georg Büchners pjäs med samma titel. Vid filmfestivalen i Karlovy Vary 2013 fick han priset för bästa film för Skrivboken, en filmatisering av Ágota Kristófs roman Den stora skrivboken.

## Filmregi i urval
- Szédülés (1990)
- Woyzeck (1994)
- Witman fiúk (1997)
- Ópium: Egy elmebeteg nö naplója (2007)
- Skrivboken (A nagy füzet) (2013)

## Teater

### Regi (ej komplett)
| År   | Produktion                   | Upphovsmän                                      | Teater   |
| ---- | ---------------------------- | ----------------------------------------------- | -------- |
| 2022 | Natthärbärget На дне, Na dne | Maksim Gorkij Översättning Kajsa Öberg Lindsten | Dramaten |